# Salomé de Bonis
Pour les articles homonymes, voir Salomé.
Salomé, op. 100, est une œuvre de la compositrice Mel Bonis datant de 1909.

## Composition
Mel Bonis compose sa Salomé dans deux versions : l'une pour piano, l'autre pour orchestre. Dédiée à M. Paul Locard, la version pour piano est publiée en 1909 aux éditions Leduc. Elle est rééditée en 2004 aux éditions Furore. La version pour orchestre n'est publiée qu'à titre posthume aux éditions Furore.

## Analyse
Salomé fait partie d'un corpus d'œuvres que la compositrice a composé en se basant sur de grandes héroïnes mythologiques. Ces pièces offrent des figures archétypales pour penser la place des femmes et le sort que les hommes leur réservent. Ce sont des « bijoux symbolistes » et des œuvres à clefs. Cette pièce fait partie d'un cycle posthume : « Femmes de légende », qui comprend aussi Mélisande, Ophélie, Viviane, Phœbé, Desdemona et Omphale. L'œuvre demande aussi des exigences techniques poussées. L'œuvre s'inspire du personnage biblique de Salomé dans une esthétique orientaliste. La pièce comprend des climats différents, présentant de lentes syncopes, des psalmodies lancinantes et mystérieuses qui accompagnent des mélopées sensuelles. Les variations de tempo entraînent ponctuellement des déchaînements de violence.
La version orchestrale de l'œuvre démontre une très grande maîtrise orchestrale. Elle rappelle des œuvres à l'orientalisme présent comme l'Hérodiade de Jules Massenet, Namouna d'Édouard Lalo ou encore Sélam d'Ernest Reyer.
L'œuvre présente un grand travail motivique, par développement des cellules principales, donnant naissances aux thèmes. L'ouverture de l'œuvre se fait par une métrique à cinq temps jouées à la contrebasse et qui rappelle la marche d'une caravane dans le lointain. Cette introduction aux contrebasses clôturera la pièce. La flûte et le hautbois ont une grande place dans cette œuvre. Les lignes mélodiques gracieuses évoquent l'Orient et ses danses. Les différents thèmes sont construits à base de notes conjointes et de broderies, semblant ne former qu'un seul thème. La partie centrale est dans un tempo plus modéré et laisse apparaître la danse des sept voiles, d'abord lente et retenue avec le hautbois puis de plus en plus vive avec les flûtes et les violons. La forme de l'œuvre est assez libre, et semble progresser sans cesse. Elle s'articule cependant autour de deux grandes parties avec introduction et conclusion.
La pièce présente une plus grande maîtrise des effectifs, notamment au niveau de la ligne mélodique et rythmique. Les couches d'orchestrations sont très travaillées, rendant des passages polyphoniques de grande qualité. Les rôles des différentes familles instrumentales sont clairement définis et c'est par la fusion de leurs timbres et le traitement de l'orchestre comme un seul instrument aux multiples richesses sonores que Mel Bonis démontre sa maîtrise. On observe une apparition du glockenspiel dans l'orchestre de la compositrice, rappelant La Mer de Claude Debussy, tout comme le traitement des cuivres.

## Réception
La compositrice joue elle-même l'œuvre lors d'un concert en 1909 où étaient jouées aussi des œuvres de Cécile Simon et de Cécile Chaminade. Selon La Française, l'œuvre est décrite comme une fantaisie orientale.
L'œuvre est rejouée en 1923 par Yvonne Herr-Japy.
L'œuvre est à nouveau jouée le 26 février 1927, cette fois par Marguerite Moreau-Leroy, en même temps que Mélisande.

## Edition actuelle

### Version pour piano
- Mel Bonis, œuvres pour piano, Volume 1, Femmes de légende, Editions Furore, 2004

### Version pour orchestre
- Mel Bonis, Salomé, Editions Furore, 2017

## Discographie

### Version pour piano
- Pièces pour piano – Lioubov Timofeïeva, piano (1998, Voice of Lyrics C341)  (BNF 38529839)
- La Cathédrale Blessée : Œuvres pour piano – Veerle Peeters, piano (juillet 2010, Et'Cetera) (OCLC 811454471)
- Femmes de légende – Maria Stembolskaia, piano (2010, Ligia Digital LIDI 0103214-10) (OCLC 718391726)
- dans En dehors – Kyra Steckeweh, piano (2015, Kyra Steckeweh) (OCLC 971261237) — avec Lili Boulanger.
- dans Monologues – Adele D'Aronzo, piano (2022, 2 CD Prospero PROSP0068) — avec Donizetti ; Rossini ; Respighi et Wagner par Anna Bonitatibus.

### Version pour orchestre
- Mel Bonis : Symphonic Works, Bucharest Symphony Orchestra, Benoît Fromanger (dir.), Le Chant de Linos CL 1287.
- Compositrices, CD 1, Par l'orchestre du Capitole de Toulouse, Leo Hussain (dir.). Bru- Zane production, SPPF, 2023.
- Poétesses symphoniques, par l'orchestre de Metz Grand Est, David Reiland (dir.), la Dolce Volta, 2023.

## Sources
: document utilisé comme source pour la rédaction de cet article.
- Étienne Jardin, Mel Bonis (1858-1937) : parcours d'une compositrice de la Belle Époque, 2020 (ISBN 978-2-330-13313-9 et 2-330-13313-8, OCLC 1153996478, lire en ligne).
- (fr + de + en) Eberhard Mayer et Christine Géliot, Œuvre pour piano, vol. 1 : Femmes de Légende, Kassel, Furore Verlag, 2003, 56 p. (ISMN 9790500129189).
- Christine Géliot, Salomé, Kassel, Furore Verlag, 2017, 31 p. (ISMN 9790500122623).